# Raymond Watts
Raymond Watts är en före detta medlem i bandet KMFDM. Även efter det har han tidvis haft ett tätt samarbete med KMFDM, men framför allt är han mannen bakom bandet P.I.G.. Han har varit synlig på industrialscenen sedan början av 80-talet och turnerat med KMFDM, Nine Inch Nails och Einstürzende Neubauten.
2004 skrev Raymond Watts kontrakt med Grand Recording, under namnet Watts, för att få ett distributionsnät i Storbritannien och söker även skivkontrakt i USA. Hans första album med namnet Watts har titeln Pigmartyr.